# Gerichtsbezirk Korneuburg

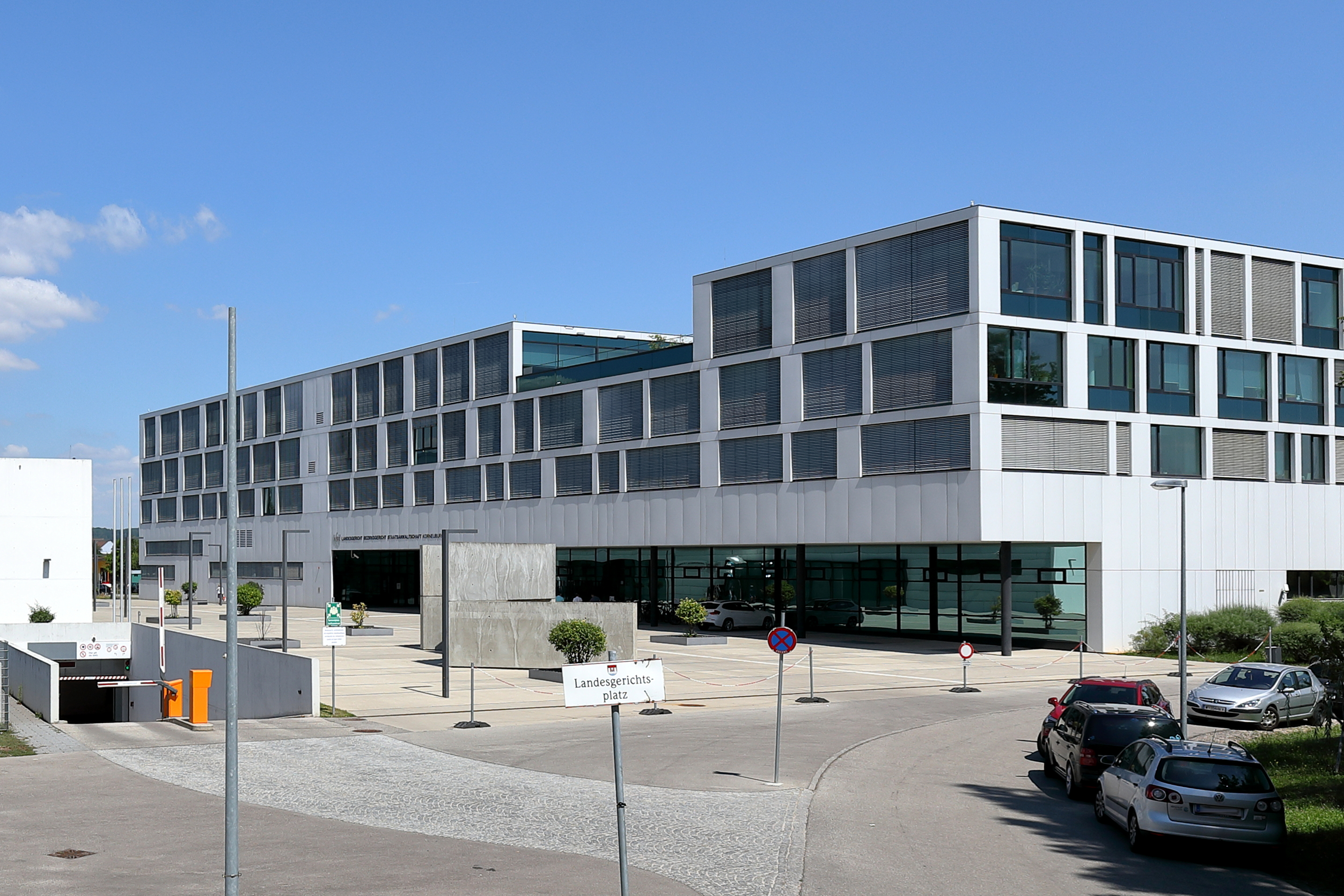
Neues Bezirks- und Landesgerichtsgebäude (seit 2012)

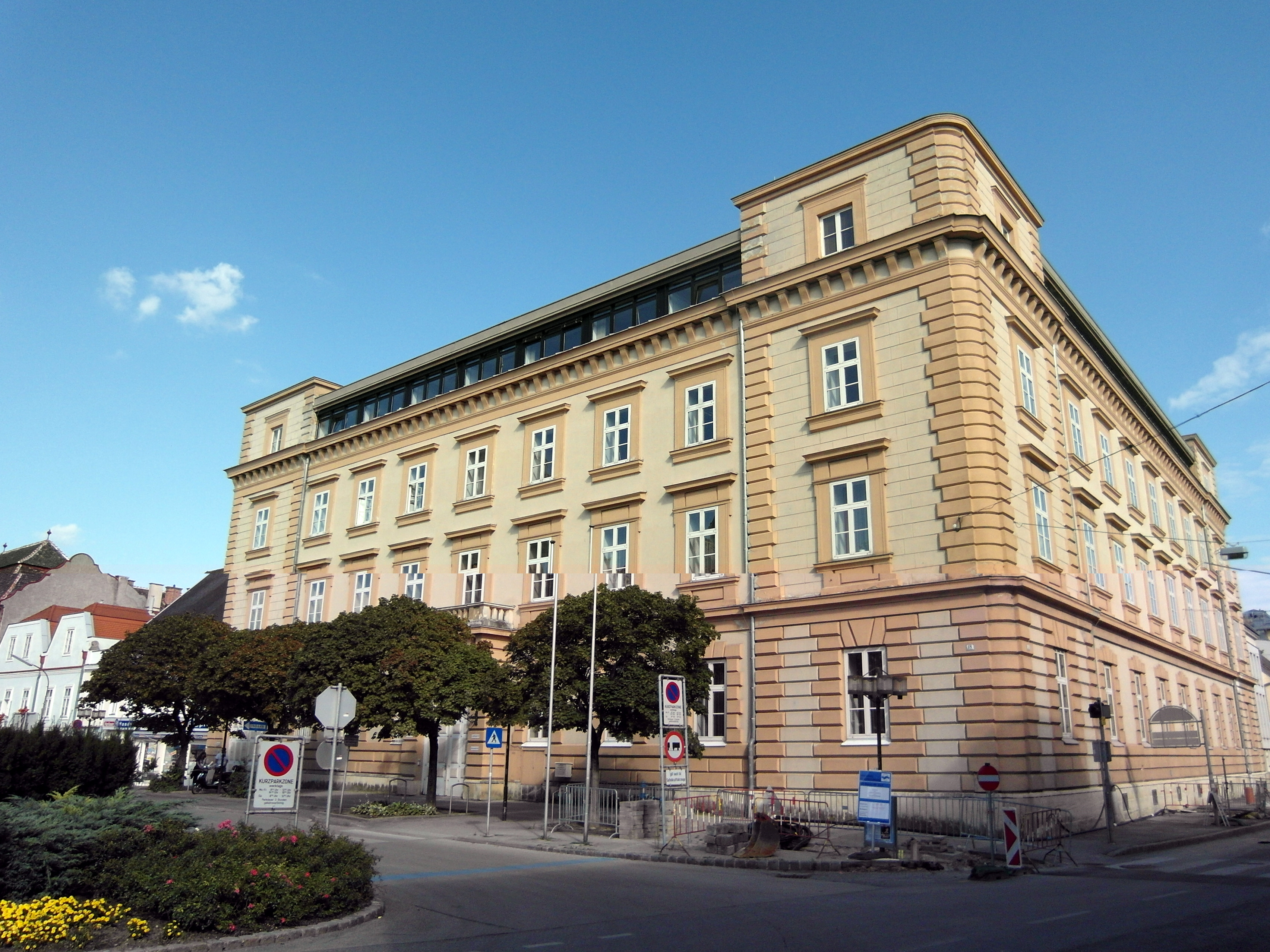
Ehemaliges Bezirksgericht Korneuburg

Der Gerichtsbezirk Korneuburg ist einer von 24 Gerichtsbezirken in Niederösterreich und umfasst den Bezirk Korneuburg, mit Ausnahme von Gerasdorf bei Wien. Der übergeordnete Gerichtshof ist das Landesgericht Korneuburg.

## Gemeinden
Einwohner: Stand 1. Jänner 2024

### Städte
- Korneuburg (13.719)
- Stockerau (16.999)

### Marktgemeinden
- Bisamberg (4877)
- Enzersfeld im Weinviertel (1831)
- Ernstbrunn (3310)
- Großmugl (1637)
- Großrußbach (2292)
- Hagenbrunn (2413)
- Harmannsdorf (4097)
- Hausleiten (3843)
- Langenzersdorf (8153)
- Leobendorf (5253)
- Niederhollabrunn (1507)
- Sierndorf (3954)
- Spillern (2616)
- Stetteldorf am Wagram (1076)

### Gemeinden
- Leitzersdorf (1159)
- Rußbach (1399)
- Stetten (1373)

## Geschichte
Am 1. Jänner 2013 wurde der Gerichtsbezirk Stockerau aufgelöst, die Gemeinden Großmugl, Hausleiten, Leitzersdorf, Niederhollabrunn, Rußbach, Sierndorf, Spillern, Stetteldorf am Wagram und Stockerau wurden dem Gerichtsbezirk Korneuburg zugewiesen.